# Christof Ritter
Christof Ritter (Grabs, 18 gennaio 1981) è un ex calciatore liechtensteinese, di ruolo difensore.

## Carriera

### Nazionale
Ha collezionato 42 presenze con la propria Nazionale.